# Crotalus polystictus
Crotalus polystictus là một loài rắn trong họ Rắn lục. Loài này được Cope mô tả khoa học đầu tiên năm 1865.

## Hình ảnh

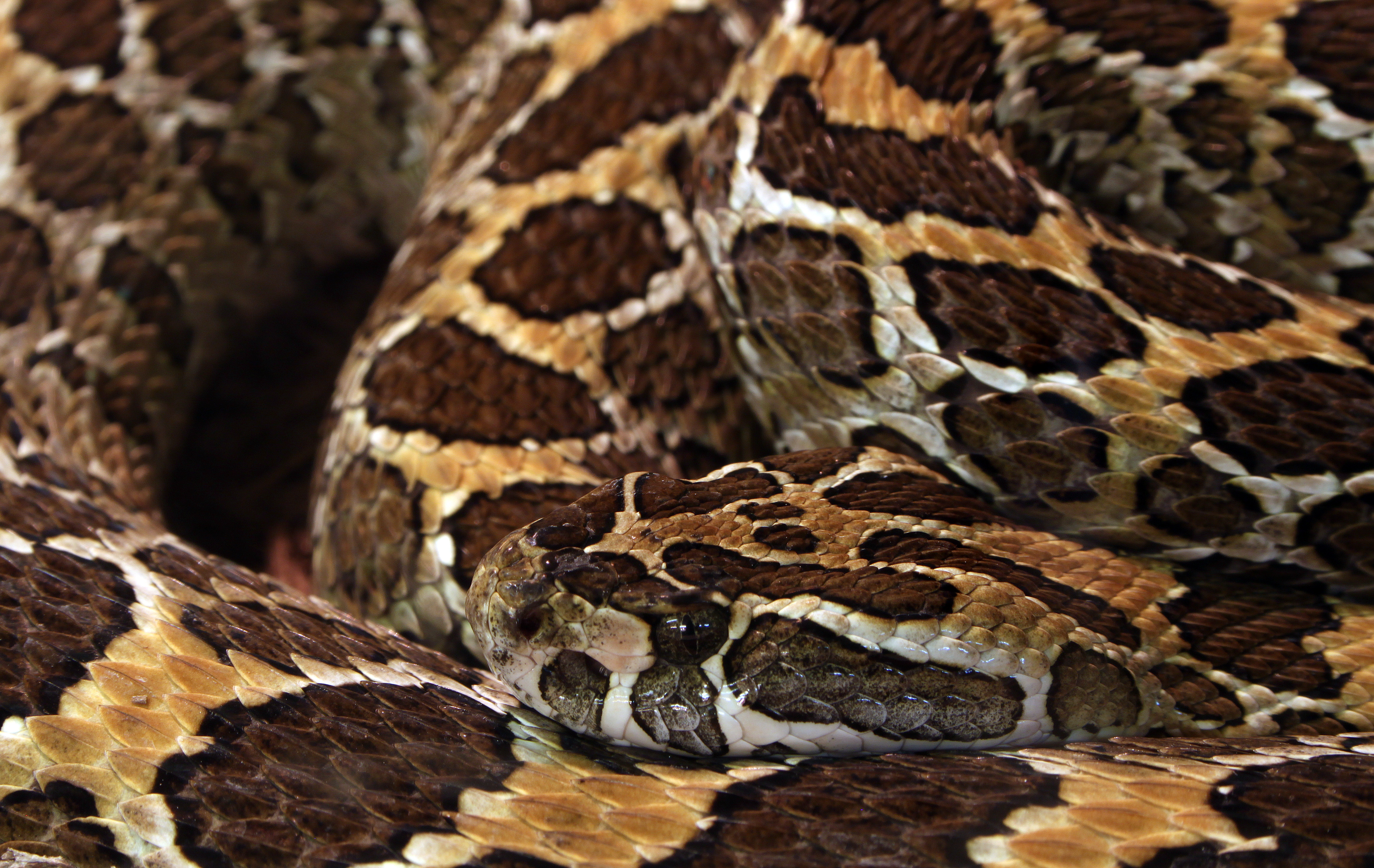
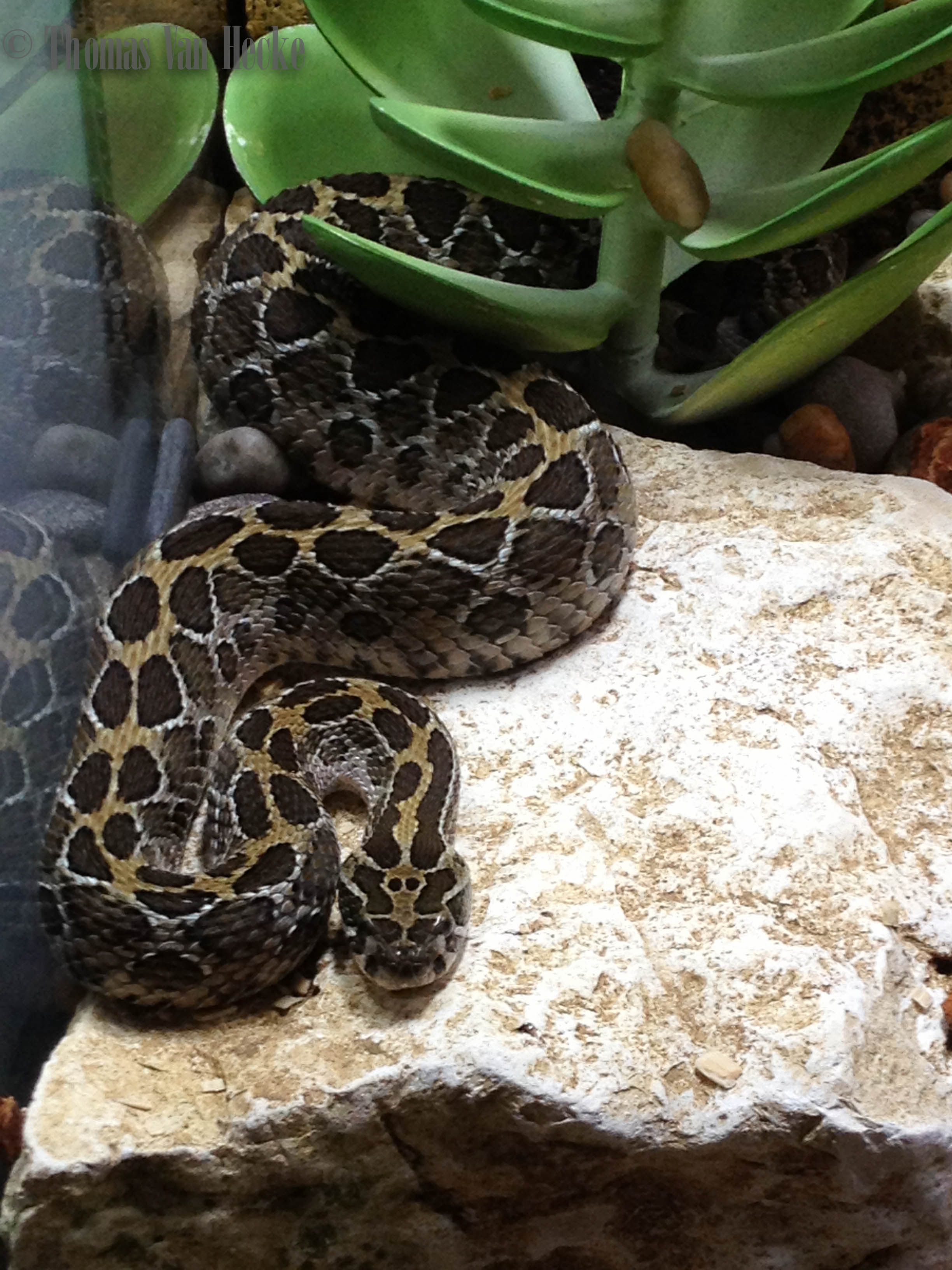